# 9164 Colbert
9164 Colbert (1987 SQ) là một tiểu hành tinh vành đai chính được phát hiện ngày 19 tháng 9 năm 1987 bởi E. Bowell ở trạm Anderson Mesa thuộc Đài thiên văn Lowell.